# Quatremare
Quatremare é uma comuna francesa na região administrativa da Normandia, no departamento de Eure. Estende-se por uma área de 5,98 km². Em 2010 a comuna tinha 435 habitantes (densidade: 72,7 hab./km²).